# Ippolita Di Majo
Ippolita Di Majo (Napoli, 7 febbraio 1972) è una sceneggiatrice e storica dell'arte italiana, candidata a quattro David di Donatello.

## Biografia
È figlia dello psicanalista e compositore Giulio di Majo e della docente universitaria Adele Nunziante Cesaro e sorella della regista Nina e del giornalista Pietro. Ha iniziato a lavorare come storica dell'arte del Rinascimento e dell'Età moderna. Ha insegnato tra le altre all'Università degli Studi di Napoli Federico II, all'Università degli Studi di Napoli "L'Orientale", all'Università degli Studi "Suor Orsola Benincasa", all'Università degli Studi della Campania Luigi Vanvitelli e all'Università della Calabria. Nel 2014 ha iniziato a lavorare come sceneggiatrice nel film Il giovane favoloso, per il quale è stata candidata al David di Donatello. Successivamente, ha lavorato agli altri film diretti dal marito Mario Martone, come Il sindaco del rione Sanità e Qui rido io. Nel 2022, ha lavorato alla sceneggiatura del film Nostalgia con Pierfrancesco Favino.

## Vita privata
Dal 2010 è sposata con il regista Mario Martone. 

## Filmografia

### Cinema
- Il giovane favoloso, regia di Mario Martone (2014)
- Capri-Revolution, regia di Mario Martone (2018)
- Il sindaco del rione Sanità, regia di Mario Martone (2019)
- Qui rido io, regia di Mario Martone (2021)
- Nostalgia, regia di Mario Martone (2022)
- Fuori, regia di Mario Martone (2025)

### Cortometraggi
- Pastorale cilentana, regia di Mario Martone (2015)

## Riconoscimenti
- David di Donatello
  - 2015 - Candidatura alla migliore sceneggiatura per Il giovane favoloso
  - 2020 - Candidatura alla migliore sceneggiatura adattata per Il sindaco del rione Sanità
  - 2022 - Candidatura alla migliore sceneggiatura originale per Qui rido io
  - 2023 - Candidatura alla miglior sceneggiatura adattata per Nostalgia
- Nastro d'argento
  - 2020 - Candidatura alla migliore sceneggiatura per Il sindaco del rione Sanità
  - 2022 - Candidatura alla migliore sceneggiatura per Qui rido io
  - 2022 - Candidatura alla migliore sceneggiatura per Nostalgia
- Ciak d'oro
  - 2015 - Candidatura alla migliore sceneggiatura per Il giovane favoloso
  - 2019 - Candidatura ala migliore sceneggiatura per Capri-Revolution
  - 2021 - Migliore sceneggiatura per Qui rido io[5]